# Daniel Toribio
Daniel Toribio Gutiérrez (ur. 5 października 1988 w Gironie) – hiszpański piłkarz występujący na pozycji pomocnika w AD Alcorcón.